# Treno raccoglitore
Treno raccoglitore è il termine gergale che nelle ferrovie italiane definisce un treno merci che svolge servizio di raccolta di carri merci, carichi e vuoti, di qualsiasi tipologia, nelle diverse stazioni di una linea allo scopo di trainarli in uno scalo di smistamento o in una stazione terminale di corsa con fascio di binari merci ove verranno smistati e raggruppati in composizioni omogenee per determinate categorie di treni.
I treni raccoglitori vennero utilizzati nelle Ferrovie dello Stato Italiane in maniera diffusa fino agli anni ottanta quando, con l'eliminazione delle spedizioni in piccole partite e la chiusura della maggior parte dei piccoli impianti di stazione, furono creati i treni a carico completo omogeneo o containerizzato.
Un treno raccoglitore fermava in gran parte delle stazioni munite di scalo merci attivo della rete ferroviaria nazionale.